# Ágnes Keleti
Ágnes Keleti (ur. 9 stycznia 1921 w Budapeszcie, zm. 2 stycznia 2025 tamże) – węgierska gimnastyczka. Wielokrotna medalistka olimpijska.
Keleti była z pochodzenia Żydówką. Jej ojciec zginął w Auschwitz, a ona z matką i siostrą przeżyły Holocaust.
Przed wojną zdobyła tytuły mistrzyni Węgier. W 1948 odniosła kontuzję i nie wzięła udziału w Igrzyskach Olimpijskich w Londynie, Na igrzyskach olimpijskich debiutowała w wieku trzydziestu jeden lat, w Helsinkach w 1952. Brała udział także w igrzyskach olimpijskich w Melbourne w 1956, gdzie rywalizowała o miano najlepszej gimnastyczki z Larysą Łatyniną. Wywalczyła na tych dwóch olimpiadach dziesięć medali: pięć złotych, trzy srebrne i dwa brązowe. Wielokrotnie była medalistką mistrzostw świata.
Po igrzyskach w Australii pozostała na Zachodzie i w związku z wydarzeniami węgierskiego powstania 1956 poprosiła o azyl polityczny. Później mieszkała w Izraelu. W 2002 została uhonorowana miejscem w Hall of Fame Gimnastyki.

## Starty olimpijskie (medale)
Helsinki 1952
- ćwiczenia wolne –  złoto
- drużyna –  srebro
- poręcze, drużyna (ćwiczenia z przyborem) –  brąz

Melbourne 1956
- poręcze, równoważnia, drużyna (ćwiczenia z przyborem), ćwiczenia wolne –  złoto
- wielobój, drużyna –  srebro